# Слобожанка

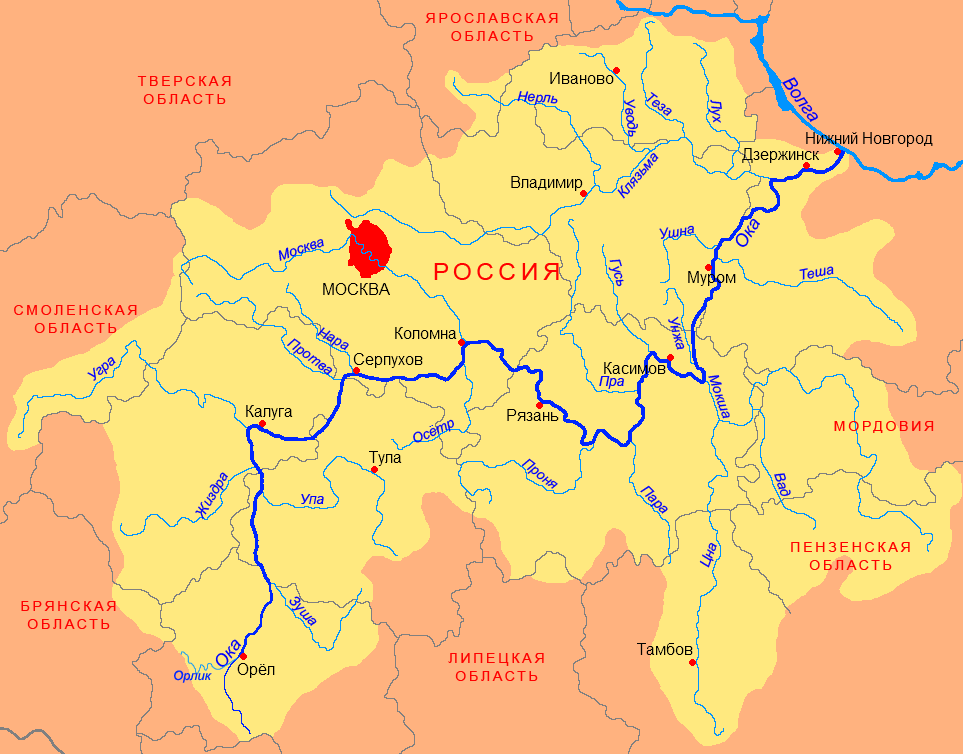
Бассейн Волги

Слобожанка — река, протекает по территории Думиничского района Калужской области. Правый приток река Драгожань. Длина реки составляет менее 10 км.
Исток реки располагается в болоте, находящемся в лесах близ посёлка Новослободск. Там река проходит небольшим ручьём несколько километров.
В 1980 году на реке была построена плотина с коллектором, после чего река в этом месте превратилась в большой пруд. Через коллектор вытекает вода, не соответствующая уровню пруда, вследствие этого река опять превращается в небольшой ручей, проходящий через всю деревню.

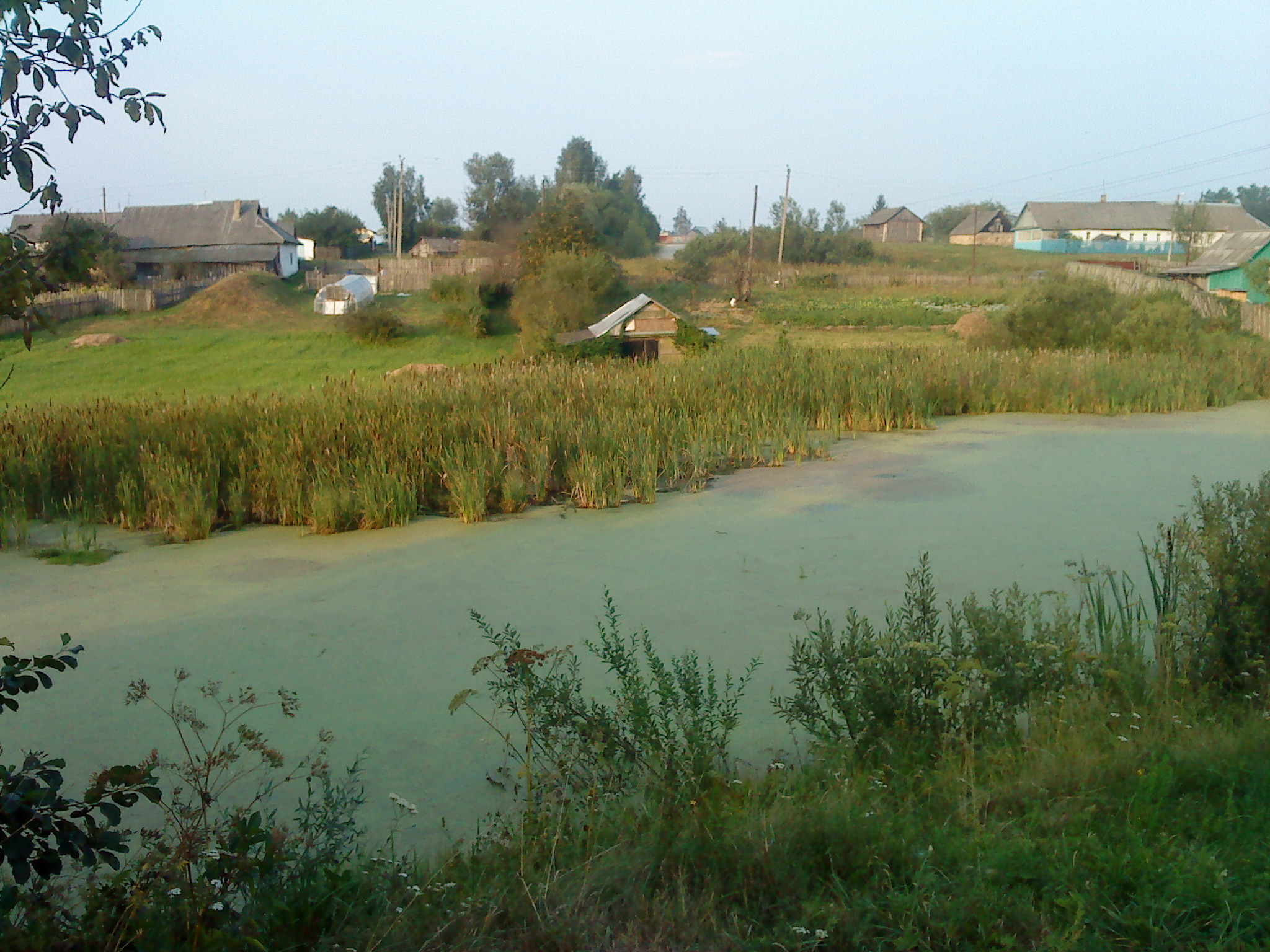

Близ посёлка река разделяется на две части островом и соединяется около моста, который соединяет Новослободск с деревней. В километре к юго-востоку от села Зимницы впадает в реку Драгожань. Устье Слобожанки находится в 15,2 км по правому берегу реки Драгожань.
После аномальной жары лета 2010 года пруд значительно высох и его уровень опустился ниже уровня коллектора, из-за чего вода в ручей не поступает. Река питается от небольших ключей в окрестности и представляет собой болотистый застой, который приобретает течение только после плотины у моста в Новослободске.